# Centralasien

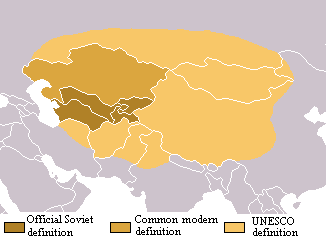
Centralasien enligt en vanlig modern definition (mellan- och mörkbrunt) samt enligt Unescos vidare definition (gulbrunt).

Det politiska Centralasien.

Centralasien är en geografisk region i centrala Asien. Den består främst av fem länder som tidigare var sovjetrepubliker. Dessutom inräknas i regel västra Mongoliet och nordvästra Kina (motsvarande Xinjiang). Även vidare definitioner existerar, där bland annat Afghanistan och Tibet kan ingå.

## Utsträckning
Den eurasiska kontinenten är den största kontinenten på jorden. Den har i väster Europa och Sydvästasien, medan övriga väderstreck täcks av Sydasien, Sydostasien, Östasien och Sibirien ("Nordasien"). Däremellan finns de centrala delarna av kontinenten, vilka alltså oftast går under beteckningen Centralasien. Denna stora region har delvis olika utsträckning, beroende på om man definierar den enligt politiska eller geografiska termer.

### Det geografiska Centralasien
Stora delar av de centrala delarna av Asien är ett avloppslöst område, som delvis är mycket torrt på grund av de omgivande och molnhindrande bergen. Den är på grund av bergskedjor avgränsad i en östlig (tidigare benämnd Östturkestan) och västlig (tidigare benämnd Västturkestan) del.
Den östra delen av regionen begränsas i norr av Altaj, Sajan- och Jablonovbergen, Stora Hinggan i öster, Transhimalaya i söder och Karakorum, Pamir och Tianshan i väster. Den norra delen är del av Mongoliet, och det övriga tillhör Kina.
Den västliga delen av regionen motsvarar dels höglandet kring Pamir. Dels ingår ett vidsträckt slättområde öster om Kaspiska havet, norr om Hindukush och Irans berg samt söder om flodsystemen kring Ob. Det torra området avvattnas till viss del av Amu-Darja, Syr-Darja och Ili, vilka mynnar ut i de avloppslösa sjöarna Aralsjön (de två förstnämnda) respektive Balchasjsjön (den sistnämnda).
Enligt Unesco är Centralasien betydligt större. Då ingår även delar av södra Sibirien, hela Mongoliet, alla ofta glesbefolkade slätt- och bergsområden i centrala och västra Kina (inklusive Tibet), nordvästligaste Inden, norra halvan av Pakistan, hela Afghanistan samt nordöstra Iran. Denna definition är delvis historiskt och kulturellt präglad, och baseras i någon mån av att dessa "ytterområden" i hög grad påverkats av civilisationer med hemvist i de centrala delarna av Asien; detta inkluderar mongolerna och olika turkiska folkslag.
Uzbekistan är det folkrikaste Centralasiatiska landet trots att dryga 80 procent består av ofruktbara öknar, befolkningen är nämligen koncentrerad vid floderna Zeravsjan, bredvid vilken de historiska städerna Buchara och Samarkand ligger. Uzbekistans huvudstad Tasjkent räknas som Centralasiens största stad.

### Det politiska Centralasien
De forna sovjetstaterna Kazakstan, Kirgizistan, Tadzjikistan, Turkmenistan och Uzbekistan brukar ibland kallas det politiska eller forna sovjetiska Centralasien. Området gränsar till Kaspiska havet i väst, Kina i öst, Sibirien i norr och Iran i syd.
Tillsammans med de nordligaste delarna av Afghanistan och bortsett från de nordligaste delarna av Kazakstan bildar dessa det område som förr kallades Västturkestan. Detta område gick även tidigare under benämningen sovjetiska Mellanasien.
Ofta inkluderas även Mongoliet och den kinesiska provinsen Xinjiang (Östturkestan). Ibland omfattas än större områden, däribland Tibet, områden i centrala Kina (såsom Inre Mongoliet), samt Georgien, Azerbajdzjan och Armenien i Kaukasien och vissa ryska och iranska områden väster om Kaspiska havet.[källa behövs]
Afghanistan – ett bergigt land som både gränsar till Kina, Indiska subkontinenten, före detta sovjetiska stater och Iran – ligger i skärningspunkten mellan olika regioner. Det räknas antingen till sydvästra Asien, Sydasien eller södra delen av Centralasien.

## Natur och kultur
Centralasien består till större delen av stäpp och bergsområden, och den traditionella näringen har varit (ofta nomadiserande) boskapsskötsel.
Från Centralasien har flera ryttarfolk (eurasiska nomader) kommit, bland annat hunner, mongoler och turkar. Den största språkgruppen i Centralasien är turkspråk. Ett undantag är tadzjikiska (en högspråksvariant av persiska) som är ett indoeuropeiskt språk.. Ryska och ukrainska talas också på grund av de etniska ryssar och ukrainare som har bott i området sedan sovjettiden På grund av Rysslands inflytande i området sedan 1800-talet har turkspråken fått många lånord från ryska.
Den största religionen är islam som det lokala folket började konvertera till efter slaget vid Talas i 751. Före detta var området en länk mellan buddhismen i Indien och Kina..
Genom Centralasien gick förr den viktiga sidenvägen mellan Europa och Kina.